# Steve Vinovich
Steve Vinovich (Peoria (Illinois), 22 januari 1945) is een Amerikaans acteur.

## Filmografie

### Films
Selectie:
- 2015 The Intern - als Miles
- 2007 Jane Doe: How to Fire Your Boss – als Doug Coleman
- 2003 Return to the Batcave: The Misadventures of Adam and Burt – als barkeeper
- 1994 The Santa Clause – als dr. Pete Novos
- 1994 I'll Do Anything – als directeur Rainbow House
- 1990 Awakenings – als Ray
- 1987 Mannequin – als B.J. Wert
- 1972 The Mechanic – als gast op feest

### Televisieseries
Uitgezonderd eenmalige gastrollen.
- 2019-2021 Godfather of Harlem - als senator John McClellan - 2 afl.
- 2009 Hannah Montana – als schoolhoofd Weebie – 2 afl.
- 2002-2008 Days of our Lives – als Frederick Skyes – 8 afl.
- 2006-2007 The Young and the Restless – als senator Carter Bodi – 5 afl.
- 2005-2006 Malcolm in the Middle – als mr. Hodges – 3 afl.
- 1995-1996 ER – als Wayne Lentloff – 2 afl.
- 1991-1993 Sisters – als Rupert Coates – 4 afl.
- 1991 Going Places – als Dick Roberts – 5 afl.
- 1988-1990 Valerie – als Richard – 4 afl.
- 1988 Raising Miranda – als Bob Hoodenpyle – 9 afl.

- International Standard Name Identifier: 0000 0001 2327 8118
- Library of Congress Control Number: no2011103161
- Virtual International Authority File: 172976942
- WorldCat: E39PBJbtjFD6hVrj6kKXPcrH4q